# Hauptfriedhof Braunschweig

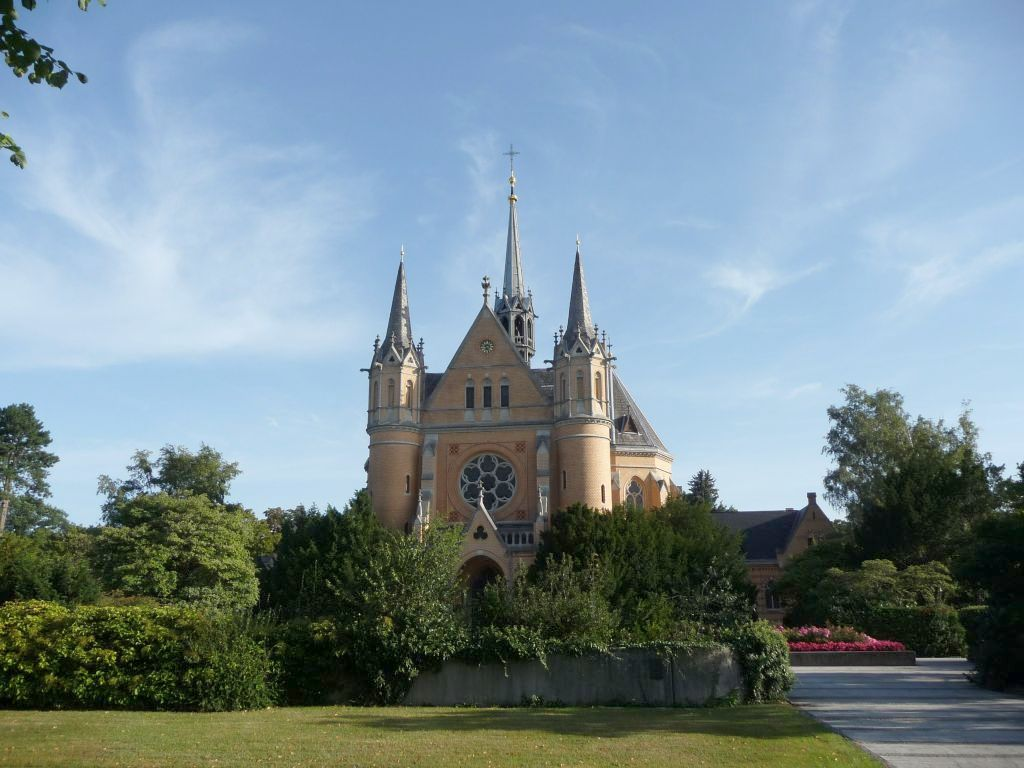
Capela

Estabelecido em 1887 em Braunschweig, designado inicialmente como Centralfriedhof, é atualmente denominado Hauptfriedhof (cemitério principal). Com área atual de aproximadamente 42 ha, é um dos maiores cemitérios cristãos da Alemanha. É controlado pela Associação das Igrejas Luteranas ("Evangelisch-lutherischer Kirchenverband"). Adjacente ao cemitério principal estão localizados cemitérios de outras comunidades religiosas. A área total de todos os cemitérios localizados na Helmstedter Straße é de 100 ha. Os cemitérios estão localizados ao leste da cidade, no atual distrito de Viewegsgarten-Bebelhof, no qual estão situados outros cemitérios históricos.

## Galeria

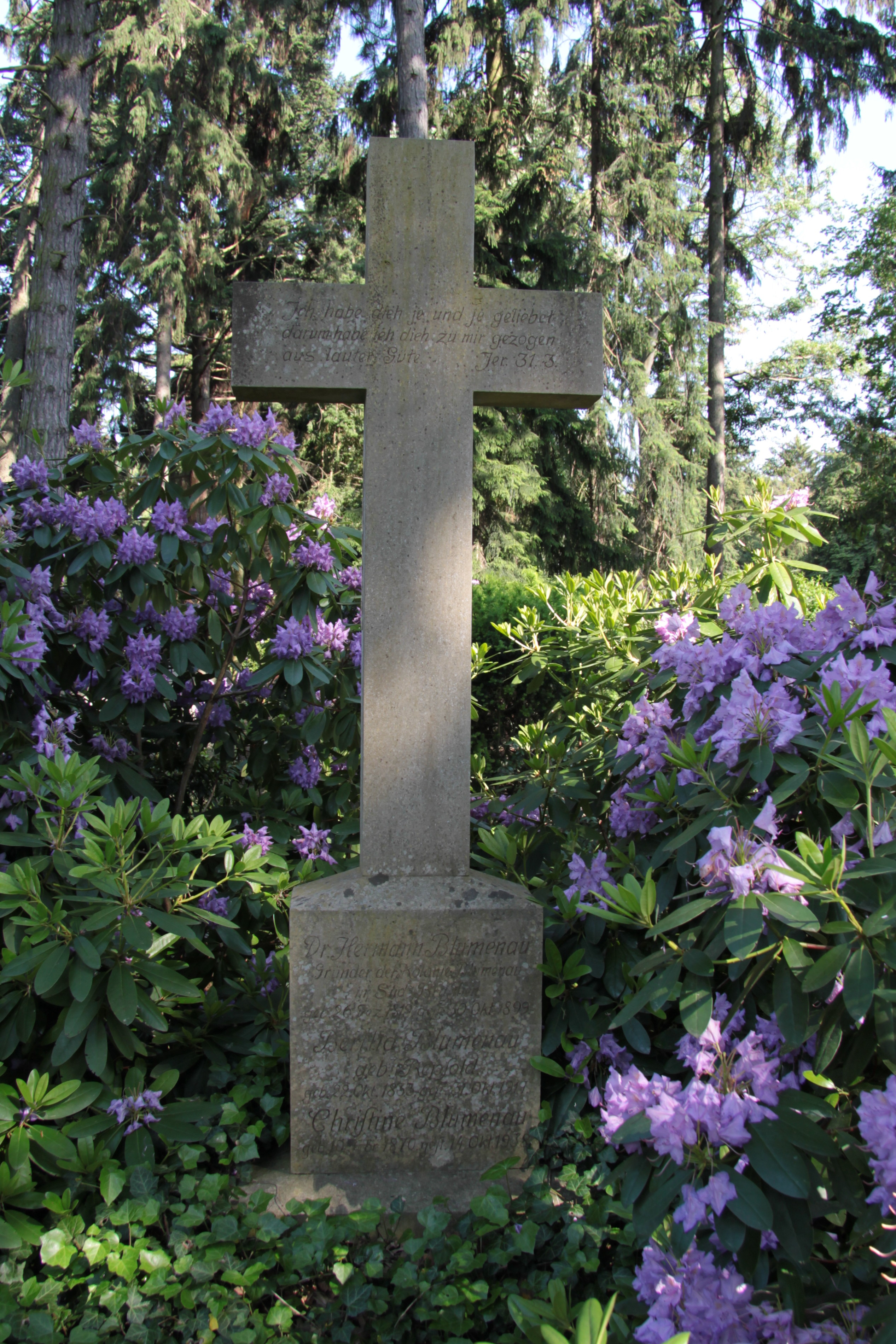
Sepultura de Hermann Blumenau
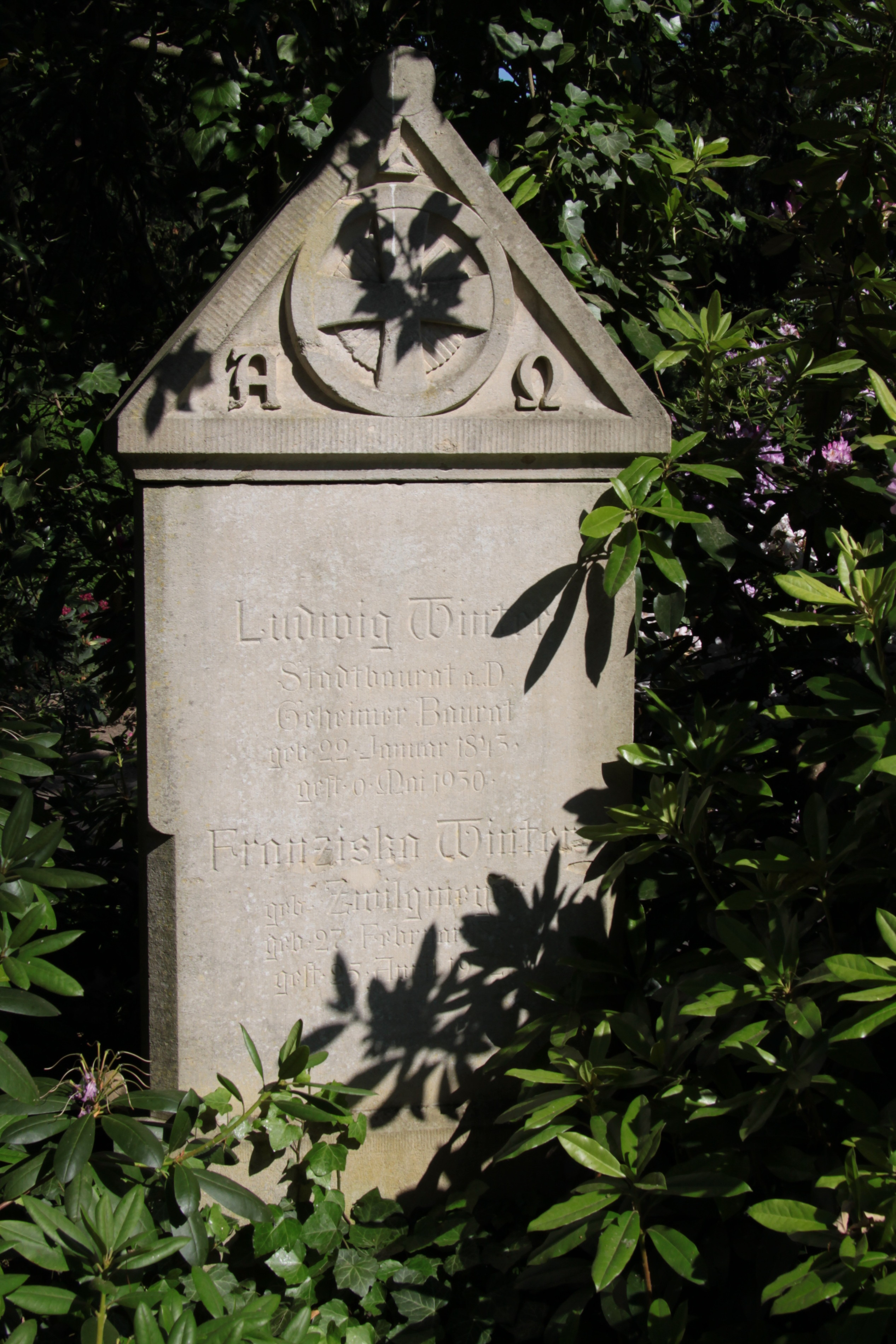
Sepultura de Ludwig Winter
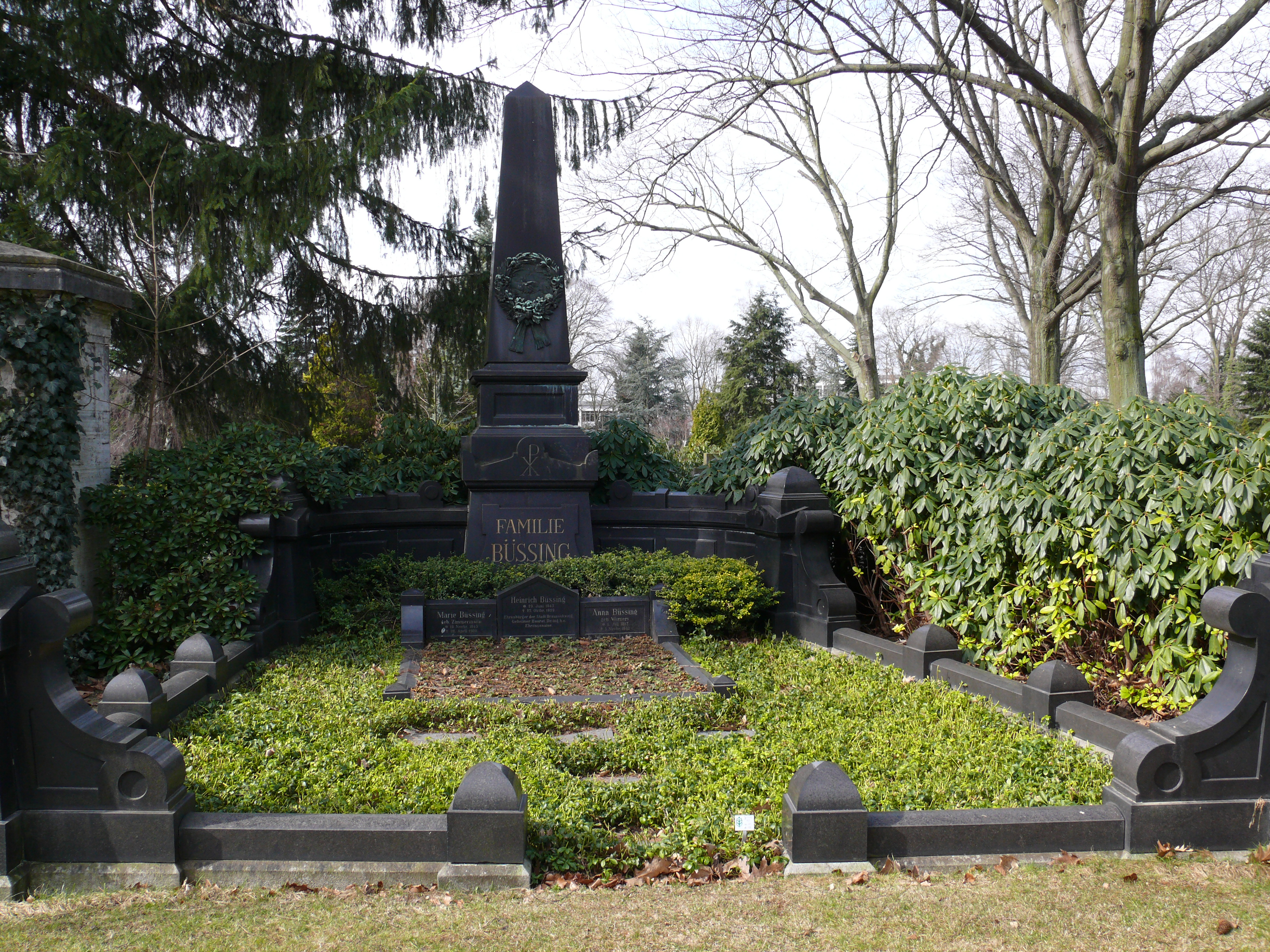
Sepultura de Heinrich Büssing
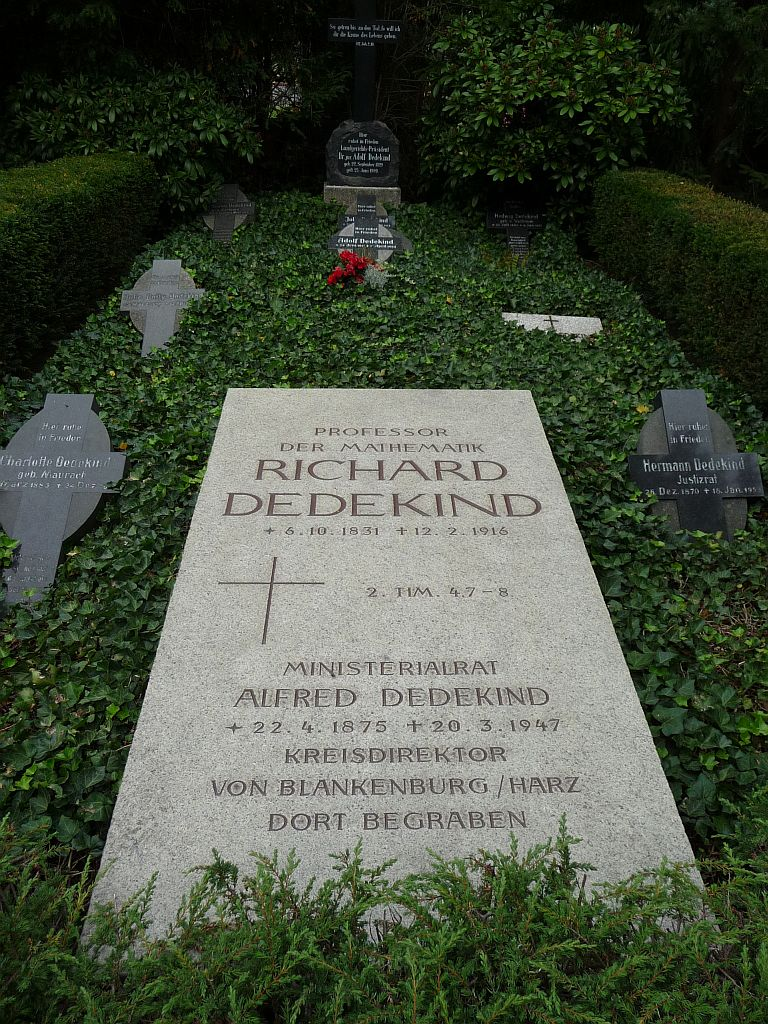
Sepultura de Richard Dedekind